# Barrancas
Barrancas é uma comuna da província de Santa Fé, na Argentina. Localiza-se a 76 km de Santa Fé (capital) e a 85 km de Rosario.